# Puchberg am Schneeberg
Puchberg am Schneeberg é um município da Áustria localizado no distrito de Neunkirchen, no estado de Baixa Áustria.
Nesta vila leccionou, como mestre de ensino primário, o filósofo Ludwig Wittgenstein entre os anos 1922 e 1924. Foi no outono de 1922, ao início da sua estadia na vila, que o filósofo recebeu os originais da primeira edição do Tractatus Logico-Philosophicus.  
1. ↑  «Ein Blick auf die Gemeinde» (em alemão). Statistik.at. Consultado em 18 de abril de 2012
2. ↑  «Österreichische Ludwig Wittgenstein Gesellschaft» (em alemão). Consultado em 9 de outubro de 2019